# Пучоаса
Пучоаса (рум. Pucioasa) — город в Румынии в составе жудеца Дымбовица.

## История
Первые упоминания в документах об этом месте относятся к 1649 году. В конце XVIII века населённый пункт появляется на австрийских картах. В XIX веке, благодаря местным минеральным источникам, развивался как курорт. В «Румынской энциклопедии» 1938 года Пучоаса упоминается как «городская коммуна» с населением в 5779 человек.
В 1952 году Пучоаса потеряла статус города, но в 1968 году получила его вновь.